# 長町武家屋敷跡

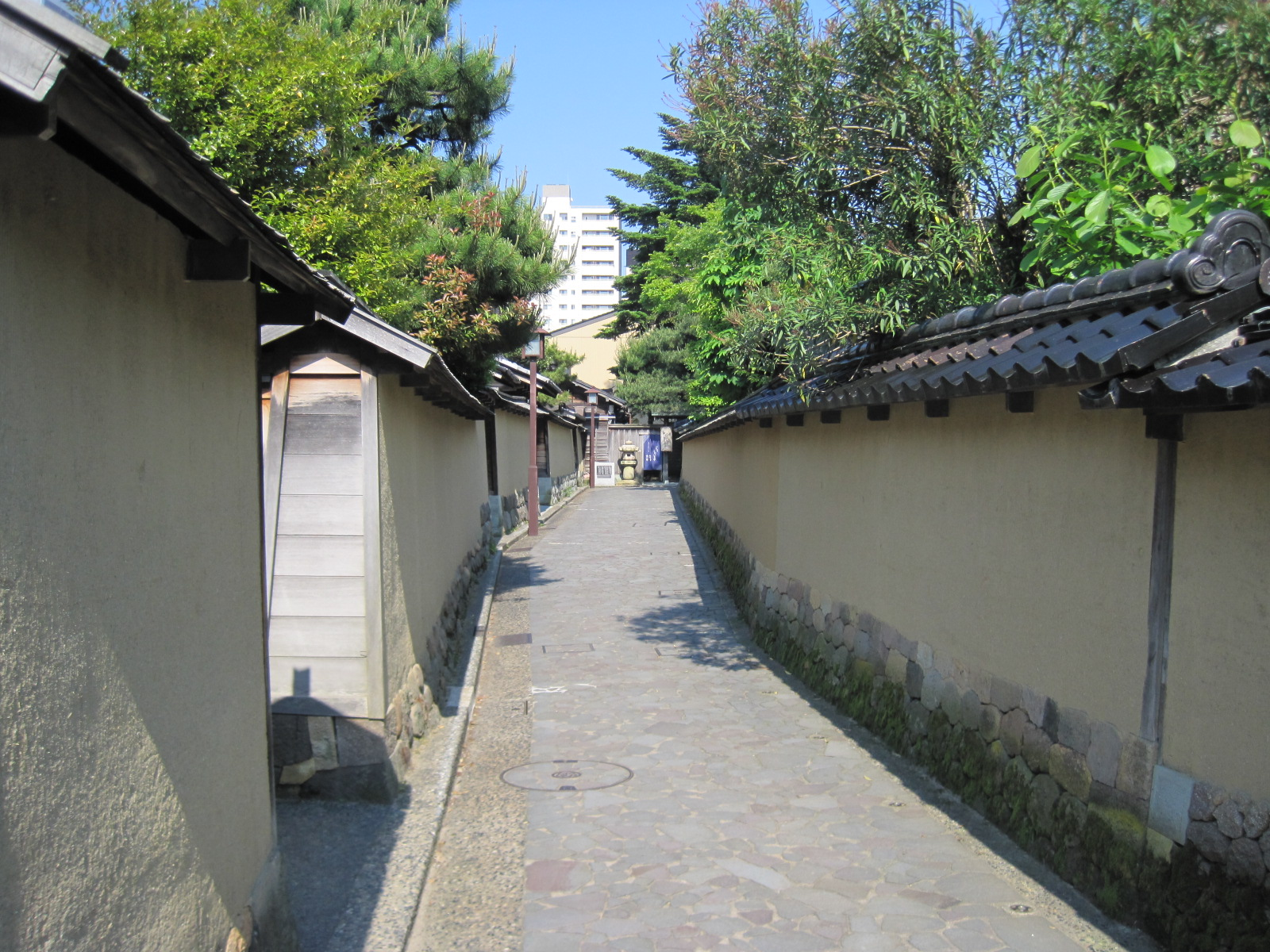
長町武家屋敷跡

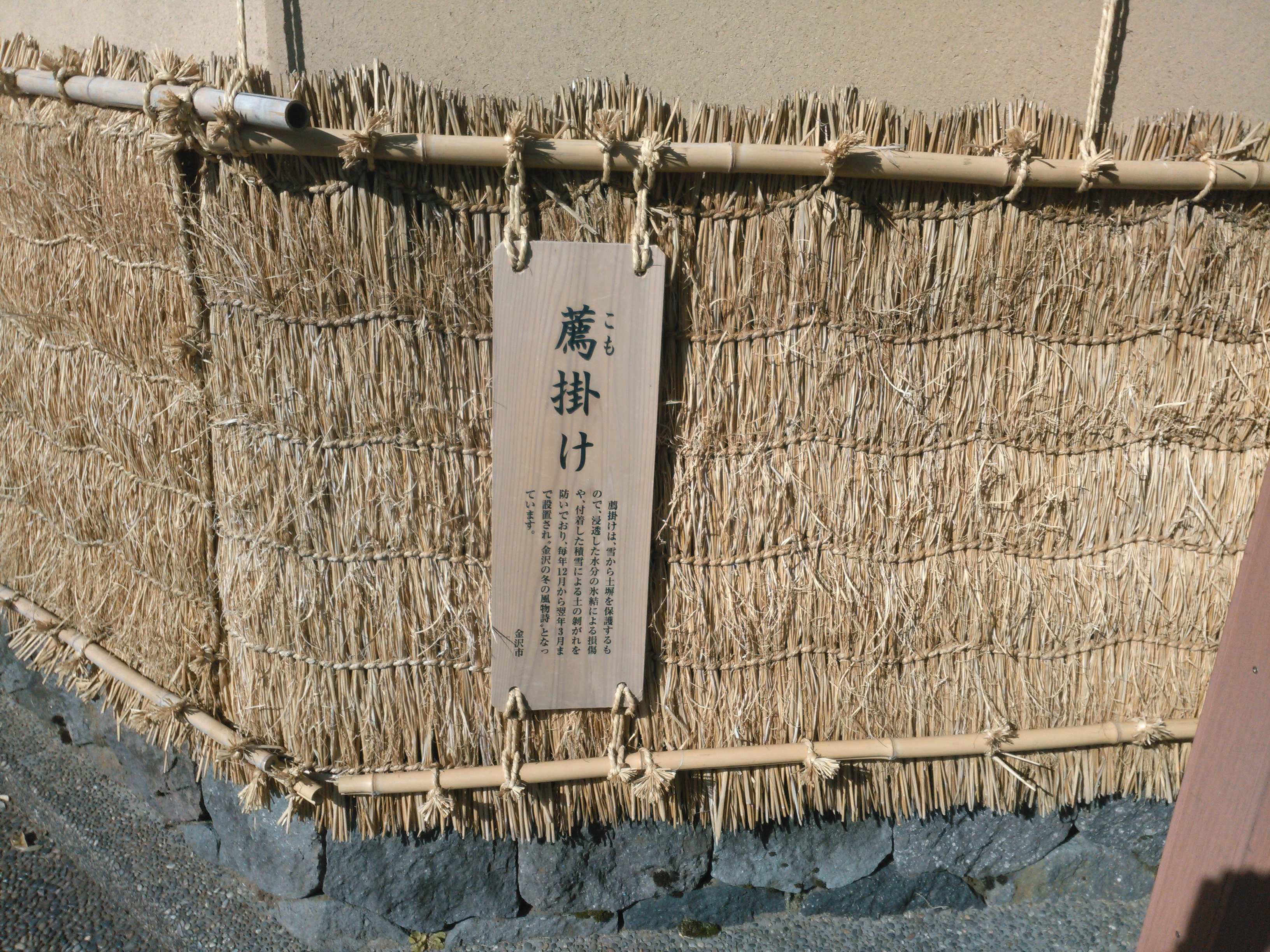
こも掛け

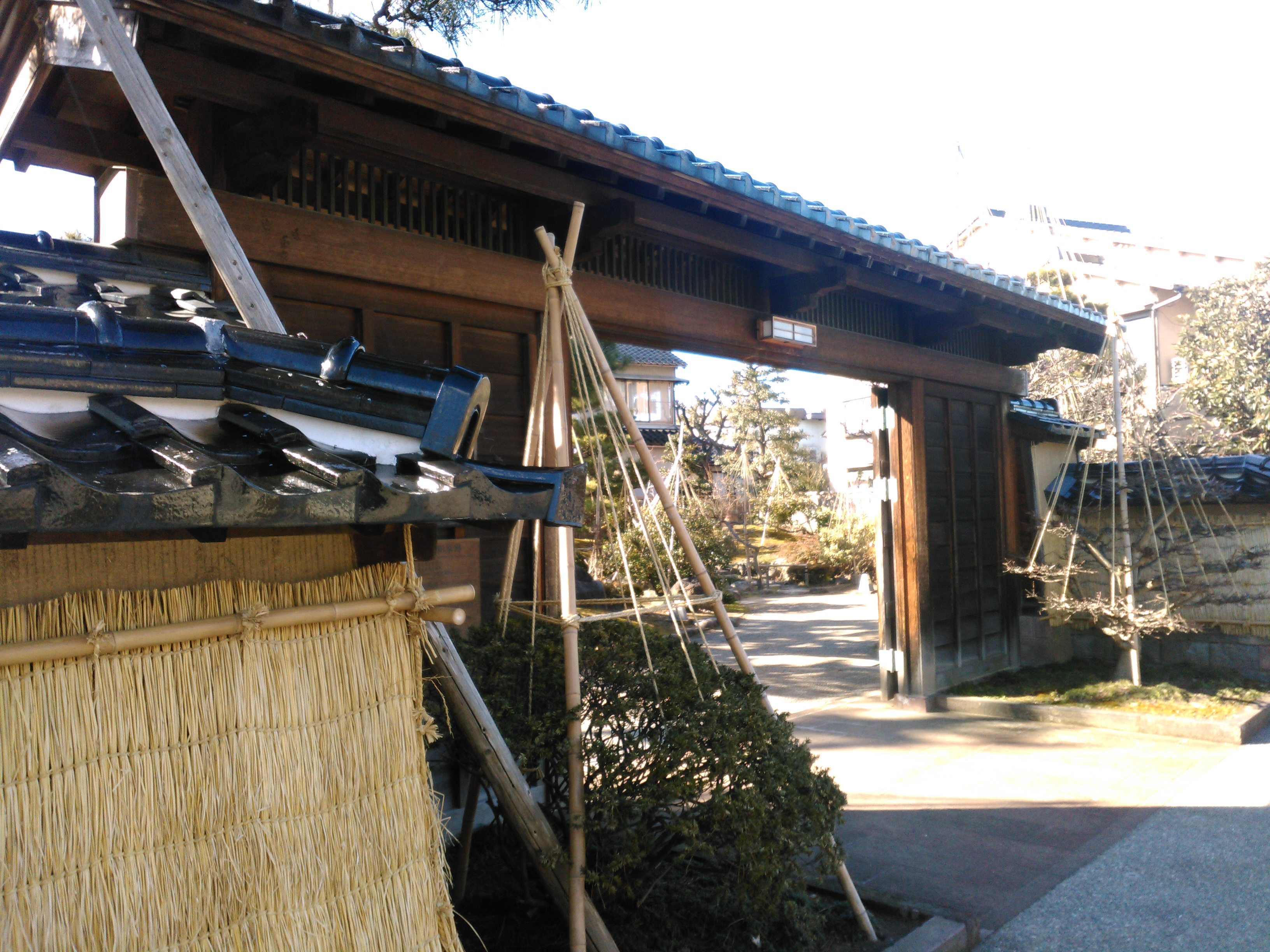
旧加賀藩士高田家跡入口

長町武家屋敷跡（ながまちぶけやしきあと）は、石川県金沢市長町にある観光地である。
加賀藩時代の上流・中流階級藩士の侍屋敷が軒を連ねている。土塀と石畳の路地が続いており、藩政時代の情緒ある雰囲気を味わうことができる。
冬には雪や凍結から土塀を守るためこも掛けが行われる。

## 概要
金沢市の繁華街である香林坊の西側に位置している。長町の地名の由来には諸説あり、藩政期から武士の邸宅が並んでおりこの辺りが長い町筋であったことや前田家の重臣である長氏の屋敷があったことなどが挙げられる。
現在も居住者が居り、ほとんどの邸宅は非公開である。

## 主な施設
- 野村家 - 前田家重臣野村伝兵衛信貞の屋敷。庭は、アメリカの日本庭園専門誌『ジャーナル・オブ・ジャパニーズ・ガーデニング』の庭園ランキングで高評価を得ている。庭園がとてもきれいと評判あり。
- 高田家
- 金沢市足軽資料館 - 加賀藩の足軽の屋敷を移設・再現した施設。
- 彩筆庵 - 加賀友禅の製作過程を見学可能。
- 大野庄用水

## 所在地
石川県金沢市長町1-9-3

## 交通アクセス
- 金沢駅東口より 北陸鉄道バス有松・片町方面行き　香林坊下車
- 金沢ふらっとバス長町ルートの周遊コース内にある。

## 周辺情報
- 香林坊
- あめの俵屋長町店